# سیمون چو
سیمون چو (انگلیسی: Simon Cho؛ زادهٔ ۷ اکتبر ۱۹۹۱) ورزشکار اسکیت سرعت اهل ایالات متحده آمریکا است.
وی در مسابقات کشوری و بین‌المللی در مجموع برندهٔ ۱ مدال طلا، ۱ مدال نقره، ۲ مدال برنز شده‌است.